# Royal Rally of Scandinavia de 2023
El Royal Rally of Scandinavia de 2023, oficialmente 1. BAUHAUS Royal Rally of Scandinavia, fue la primera edición y la quinta cita de la temporada 2023 del Campeonato de Europa de Rally. Se celebró del 7 al 8 de julio y contó con un itinerario de dieciséis tramos que sumaban un total de 182,6 km cronometrados.
El primer ganador de la prueba fue el ídolo local Oliver Solberg que tras dominar gran parte de la cita y resistir a la presión del líder del campeonato Hayden Paddon se llevó victoria final. Esta fue la tercera victoria de Solberg en el Campeonato de Europa de Rally, mientras que para Paddon fue la cuarta vez consecutiva en la cual termina segundo. El último escalón del podio fue ocupado por el letón Mārtiņš Sesks que logró el podio al imponerse a Nikolay Gryazin.
En otras categorías el irlandés William Creighton consiguió la victoria en el ERC-3 al ser el único piloto que terminó mientras que en el ERC-4 el local Isak Reiersen consiguió la victoria tras batallar con su compatriota Patrik Hallberg, además del ERC-4, Reiersen se llevó la victoria en el ERC Junior.

## Lista de inscritos
| Num.                     | Piloto              | Copiloto                  | Automóvil              | Equipo                           |
| ------------------------ | ------------------- | ------------------------- | ---------------------- | -------------------------------- |
| 1                        | Hayden Paddon       | John Kennard              | Hyundai i20 N Rally2   | BRC Racing Team                  |
| 2                        | Mads Østberg        | Patrik Barth              | Citroën C3 Rally2      | MRF Tyres Dealer Team            |
| 3                        | Efrén Llarena       | Sara Fernández            | Škoda Fabia Rally2 evo | Team MRF Tyres                   |
| 4                        | Andrea Mabellini    | Virginia Lenzi            | Škoda Fabia Rally2 evo | MRF Tyres Dealer Team            |
| 5                        | Oliver Solberg      | Elliott Edmondson         | Volkswagen Polo GTI R5 | Toksport WRT                     |
| 6                        | Mārtiņš Sesks       | Renārs Francis            | Škoda Fabia RS Rally2  | Team MRF Tyres                   |
| 7                        | Mathieu Franceschi  | Jules Escartefigue        | Škoda Fabia Rally2 evo | Mathieu Franceschi               |
| 8                        | Mikko Heikkilä      | Samu Vaaleri              | Škoda Fabia Rally2 evo | Mikko Heikkilä                   |
| 9                        | Josh McErlean       | John Rowan                | Hyundai i20 N Rally2   | Motorsport Ireland Rally Academy |
| 10                       | Filip Mareš         | Radovan Bucha             | Škoda Fabia Rally2 evo | ACCR Entry Engineering           |
| 11                       | Dennis Rådström     | Johan Johansson           | Ford Fiesta Rally2     | GNM Sweden AB                    |
| 12                       | Martin László       | Dávid Berendi             | Škoda Fabia Rally2 evo | Topp-Cars Rally Team             |
| 14                       | Simone Campedelli   | Tania Canton              | Škoda Fabia Rally2 evo | Team MRF Tyres                   |
| 15                       | Alberto Battistolli | Simone Scattolin          | Škoda Fabia RS Rally2  | Alberto Battistolli              |
| 16                       | Ole Christian Veiby | Jonas Andersson           | Volkswagen Polo GTI R5 | Ole Christian Veiby              |
| 17                       | Jon Armstrong       | Julia Thulin              | Ford Fiesta Rally2     | MRF Tyres Dealer Team            |
| 18                       | Lauri Joona         | Janni Hussi               | Škoda Fabia RS Rally2  | Lauri Joona                      |
| 19                       | Nikolay Gryazin     | Konstantin Aleksandrov    | Škoda Fabia RS Rally2  | Nikolay Gryazin                  |
| 20                       | Bogdan Cuzma        | Ilka Minor                | Škoda Fabia RS Rally2  | Bogdan Cuzma                     |
| 21                       | Rachele Somaschini  | Nicola Arena              | Citroën C3 Rally2      | Rachele Somaschini               |
| 22                       | Frank Tore Larsen   | Torstein Eriksen          | Volkswagen Polo GTI R5 | Frank Tore Larsen                |
| 23                       | Kalle Gustafsson    | Magnus Nilsson            | Ford Fiesta Rally2     | Kalle Gustafsson                 |
| 24                       | William Binbach     | Jørgen Eriksen            | Hyundai i20 R5         | William Binbach                  |
| 25                       | Rakan Al-Rashed     | Antti Haapala             | Škoda Fabia RS Rally2  | Printsport Oy                    |
| 26                       | William Creighton   | Liam Regan                | Ford Fiesta Rally3     | M-Sport Poland                   |
| 27                       | Dmitry Feofanov     | Normunds Kokins           | Ford Fiesta Rally3     | Dmitry Feofanov                  |
| 28                       | Ola Nore Jr         | Rune Eilertsen            | Renault Clio Rally4    | Ola Nore Jr                      |
| 29                       | Victor Hansen       | Victor Johansson          | Peugeot 208 Rally4     | Victor Hansen                    |
| 30                       | Norbert Maior       | Francesca Maria Maior     | Peugeot 208 Rally4     | Norbert Maior                    |
| 31                       | Roberto Daprà       | Luca Guglielmetti         | Peugeot 208 Rally4     | Roberto Daprà                    |
| 32                       | Max McRae           | Mac Kierans               | Opel Corsa Rally4      | Max McRae                        |
| 33                       | Aoife Raftery       | Claire Williams           | Peugeot 208 Rally4     | Motorsport Ireland Rally Academy |
| 34                       | Mattia Zanin        | Fabio Pizzol              | Peugeot 208 Rally4     | Mattia Zanin                     |
| 35                       | Mark-Egert Tiits    | Jakko Viilo               | Ford Fiesta Rally4     | TRT Motorsport MTÜ               |
| 36                       | Miko Jalava         | Matias Peippo             | Ford Fiesta Rally4     | Miko Jalava                      |
| 37                       | Timo Schulz         | Michael Wenzel            | Opel Corsa Rally4      | ADAC Opel Rallye Junior Team     |
| 38                       | Patrice Spitalier   | Nicolas Spitalier         | Peugeot 208 Rally4     | Team Escuderia TV4               |
| 39                       | Mille Johansson     | Johan Grönvall            | Ford Fiesta Rally4     | IKSport Racing                   |
| 40                       | Alfred Kramer Jr    | Jeannette Kvick Andersson | Peugeot 208 Rally4     | Alfred Kramer Jr                 |
| 41                       | Simon Andersson     | Jörgen Jönsson            | Renault Clio Rally4    | Simon Andersson                  |
| 44                       | Isak Reiersen       | Lucas Karlsson            | Ford Fiesta Rally4     | Isak Reiersen                    |
| 45                       | Patrik Hallberg     | John Stigh                | Ford Fiesta Rally4     | GK Door Team Sweden              |
| 46                       | Norman Kreuter      | Maresa Lade               | Peugeot 208 Rally4     | Norman Kreuter                   |
| 50                       | Patrick O'Brien     | Stephen O'Brien           | Škoda Fabia R5         | Motorsport Ireland Rally Academy |
| Fuente: ewrc-results.com |                     |                           |                        |                                  |

## Itinerario
| Día   | Tramo | Nombre          | Distancia | Hora  | Ganador        | Tiempo | Líder          |
| ----- | ----- | --------------- | --------- | ----- | -------------- | ------ | -------------- |
| Día 1 | TC1   | Ölme 1          | 8.09 km   | 09:19 | Hayden Paddon  | 4:15.0 | Hayden Paddon  |
| Día 1 | TC2   | Lungsund 1      | 20.20 km  | 10:05 | Hayden Paddon  | 9:48.9 | Hayden Paddon  |
| Día 1 | TC3   | Ängebäckstorp 1 | 14.76 km  | 10:58 | Oliver Solberg | 7:17.2 | Oliver Solberg |
| Día 1 | TC4   | Mölnbacka 1     | 10.04 km  | 11:47 | Oliver Solberg | 4:29.4 | Oliver Solberg |
| Día 1 | TC5   | Ölme 2          | 8.09 km   | 14:26 | Hayden Paddon  | 4:09.4 | Oliver Solberg |
| Día 1 | TC6   | Lungsund 2      | 20.20 km  | 15:12 | Oliver Solberg | 9:34.8 | Oliver Solberg |
| Día 1 | TC7   | Ängebäckstorp 2 | 14.76 km  | 16:05 | Oliver Solberg | 7:09.6 | Oliver Solberg |
| Día 1 | TC8   | Mölnbacka 2     | 10.04 km  | 16:54 | Oliver Solberg | 4:24.4 | Oliver Solberg |
| Día 2 | TC9   | Tomten 1        | 8.29 km   | 07:23 | Hayden Paddon  | 4:47.0 | Oliver Solberg |
| Día 2 | TC10  | Tolita 1        | 9.52 km   | 08:08 | Hayden Paddon  | 4:20.6 | Oliver Solberg |
| Día 2 | TC11  | Gårdsjö 1       | 11.39 km  | 08:59 | Oliver Solberg | 5:28.9 | Oliver Solberg |
| Día 2 | TC12  | Collins 1       | 9.01 km   | 10:05 | Oliver Solberg | 4:44.8 | Oliver Solberg |
| Día 2 | TC13  | Tomten 2        | 8.29 km   | 13:23 | Oliver Solberg | 4:39.6 | Oliver Solberg |
| Día 2 | TC14  | Tolita 2        | 9.52 km   | 14:08 | Oliver Solberg | 4:16.2 | Oliver Solberg |
| Día 2 | TC15  | Gårdsjö 2       | 11.39 km  | 14:59 | Oliver Solberg | 5:20.6 | Oliver Solberg |
| Día 2 | TC16  | Collins 2       | 9.01 km   | 16:50 | Hayden Paddon  | 4:39.8 | Oliver Solberg |

### Power stage
El power stage fue un tramo de 9,01 km. Se otorgaron puntos adicionales a los cinco más rápidos.
| Pos. | Piloto          | Copiloto               | Tiempo | Diferencia | Puntos |
| ---- | --------------- | ---------------------- | ------ | ---------- | ------ |
| 1    | Hayden Paddon   | John Kennard           | 4:39.8 | 0.0        | 5      |
| 2    | Mārtiņš Sesks   | Renārs Francis         | 4:41.3 | +1.5       | 4      |
| 3    | Oliver Solberg  | Elliott Edmondson      | 4:43.0 | +3.2       | 3      |
| 4    | Nikolay Gryazin | Konstantin Aleksandrov | 4:43.1 | +3.3       | 2      |
| 5    | Lauri Joona     | Janni Hussi            | 4:45.1 | +5.3       | 1      |

## Clasificación final
| Pos.                     | Piloto              | Copiloto               | Automóvil              | Tiempo    | Diferencia | Puntos  |
| General                  | General             | General                | General                | General   | General    | General |
| ------------------------ | ------------------- | ---------------------- | ---------------------- | --------- | ---------- | ------- |
| 1.                       | Oliver Solberg      | Elliott Edmondson      | Volkswagen Polo GTI R5 | 1:29:36.4 | 0.0        | 30+3    |
| 2.                       | Hayden Paddon       | John Kennard           | Hyundai i20 N Rally2   | 1:29:58.9 | +22.5      | 24+5    |
| 3.                       | Mārtiņš Sesks       | Renārs Francis         | Škoda Fabia RS Rally2  | 1:30:45.7 | +1:09.3    | 21+4    |
| 4.                       | Nikolay Gryazin     | Konstantin Aleksandrov | Škoda Fabia RS Rally2  | 1:30:49.0 | +1:12.6    | 19+2    |
| 5.                       | Lauri Joona         | Janni Hussi            | Škoda Fabia RS Rally2  | 1:31:08.8 | +1:32.4    | 17+1    |
| 6.                       | Filip Mareš         | Radovan Bucha          | Škoda Fabia Rally2 evo | 1:32:25.0 | +2:48.6    | 15      |
| 7.                       | Mathieu Franceschi  | Jules Escartefigue     | Škoda Fabia Rally2 evo | 1:32:29.2 | +2:52.8    | 13      |
| 8.                       | Mads Østberg        | Patrik Barth           | Citroën C3 Rally2      | 1:32:32.4 | +2:56.0    | 11      |
| 9.                       | Andrea Mabellini    | Virginia Lenzi         | Škoda Fabia Rally2 evo | 1:33:01.8 | +3:25.4    | 9       |
| 10.                      | Kalle Gustafsson    | Magnus Nilsson         | Ford Fiesta Rally2     | 1:33:32.6 | +3:56.2    | 7       |
| 11.                      | Jon Armstrong       | Julia Thulin           | Ford Fiesta Rally2     | 1:33:35.9 | +3:59.5    | 5       |
| 12.                      | Mikko Heikkilä      | Samu Vaaleri           | Škoda Fabia Rally2 evo | 1:34:09.2 | +4:32.8    | 4       |
| 13.                      | Alberto Battistolli | Simone Scattolin       | Škoda Fabia RS Rally2  | 1:34:36.1 | +4:59.7    | 3       |
| 14.                      | Martin László       | Dávid Berendi          | Škoda Fabia Rally2 evo | 1:37:58.5 | +8:22.1    | 2       |
| 15.                      | Patrick O'Brien     | Stephen O'Brien        | Škoda Fabia R5         | 1:38:48.5 | +9:12.1    | 1       |
| Fuente: ewrc-results.com |                     |                        |                        |           |            |         |

## Clasificación tras el rally
| Posición | Piloto             | Puntos | Cambios de posición |
| -------- | ------------------ | ------ | ------------------- |
| 1        | Hayden Paddon      | 142    | Sin cambios         |
| 2        | Mārtiņš Sesks      | 108    | Sin cambios         |
| 3        | Mads Østberg       | 80     | Sin cambios         |
| 4        | Mathieu Franceschi | 63     | Crecimiento         |
| 5        | Efrén Llarena      | 50     | Decrecimiento       |

| Posición | Equipo                           | Puntos | Cambios de posición |
| -------- | -------------------------------- | ------ | ------------------- |
| 1        | Team MRF Tyres                   | 178    | Sin cambios         |
| 2        | MRF Tyres Dealer Team            | 133    | Crecimiento         |
| 3        | BRC Racing Team                  | 132    | Decrecimiento       |
| 4        | RedGrey Team                     | 60     | Sin cambios         |
| 5        | Motorsport Ireland Rally Academy | 59     | Sin cambios         |